# Iuticosaurus
Iuticosaurus ("Ještěr (kmene) Jutů") je rodové jméno titanosaurního sauropoda, tedy velkého býložravého dinosaura. Žil v období spodní křídy (geologický věk barrem, asi před 130 až 125 miliony let) na území dnešního ostrova Isle of Wight (Velká Británie). Jde zřejmě o jednoho z nejstarších potvrzených titanosaurů. Zachovaný materiál představuje části ocasních obratlů.

## Popis
Typový druh I. valdensis byl poprvé popsán již německým paleontologem von Huenem v roce 1929, znovu pak francouzským paleontologem Le Loeuffem v roce 1993. Původní taxon Titanosaurus valdensis je tedy stejným zvířetem. Iuticosaurus se celkově značně podobal rodu Titanosaurus. Mohl však být větší, neboť dosahoval délky 15 metrů a hmotnosti kolem 10 tun. Byl zřejmě spásačem tuhé vegetace a dokázal se živit také ve vyšším stromovém patru. Výška hřbetu tohoto velkého dinosaura činila asi 4 metry.